# Anselmo Bassani
Anselmo Bassani (Villaverla, 24 agosto 1856 – Venezia, 6 agosto 1911) è stato un matematico italiano.

## Biografia
Nel 1887 ebbe la nomina come professore presso l'Accademia Navale di Livorno, dove rimase fino al 1901, anno in cui fu trasferito a Venezia alla Scuola Macchinisti della Marina.
Fu coautore di numerosi testi usati in Accademia e fuori: con il collega Ronca scrisse libri di analisi e di geometria applicata alla balistica.
Fu anche fra i fondatori di una delle prime associazioni di matematici in Italia, la Mathesis, all'interno della quale fu - in una polemica iniziata nel 1891 - fra i pochissimi ad essere schierato fra i fusionisti, ovvero fra coloro che propugnavano l'organizzazione e il coordinamento dell'insegnamento della matematica rispetto ad altre discipline (principalmente, in quegli stessi anni, la cristallografia e la fisica) e ciò al fine di ottimizzare l'apprendimento delle teorie di equivalenza.
Bassani scrisse con Giulio Lazzeri il primo libro fusionista, Elementi di geometria, che fu al centro sia di polemiche sia di riconoscimenti anche a livello internazionale.